# Larráun
Larráun (em castelhano) ou Larraun (em basco) é um município da Espanha na província e comunidade foral (autónoma) de Navarra. Tem 107,09 km² de área e em 2021 tinha 916 habitantes (densidade: 8,6 hab./km²).

## Demografia
| Variação demográfica do município entre 1991 e 2004 | Variação demográfica do município entre 1991 e 2004 | Variação demográfica do município entre 1991 e 2004 | Variação demográfica do município entre 1991 e 2004 |
| --------------------------------------------------- | --------------------------------------------------- | --------------------------------------------------- | --------------------------------------------------- |
| 1991                                                | 1996                                                | 2001                                                | 2004                                                |
| 1926                                                | 1120                                                | 985                                                 | 1074                                                |